# Alluaudomyia aterrivena
Alluaudomyia aterrivena är en tvåvingeart som beskrevs av Tokunaga 1940. Alluaudomyia aterrivena ingår i släktet Alluaudomyia och familjen svidknott. Inga underarter finns listade i Catalogue of Life.